# Howard Johnson
Howard Lewis Johnson (født 7. august 1941 i Alabama, død 11. januar 2021) var en amerikansk saxofonist, tubaist og basklarinetist.
Johnson har spillet med i de fleste sammenhænge og stilarter indenfor jazzen. Han har spillet med Gil Evans big band, Jack DeJohnettes Special Edition, McCoy Tyner big band, Carla Bley, Charles Mingus, Andrew Hill, Jaco Pastorius big band,
Miles Davis, Quincy Jones, Archie Shepp, John Scofield, Charlie Haden, Gary Burton og George Gruntz big band. Han har udgivet tre soloplader i eget navn.
Johnson var en multimusiker som beherskede f.eks. trompet, blikfløjte og mange andre blæseinstrumenter.

## Udvalgt diskografi

### I eget navn
- Arrival! – a Pharaoh Sanders Tribute
- Gravity!!!
- Right Now

### med andre kunstnere
- Album Album – Jack DeJohnette Special Edition
- Jaco Pastorius – Jaco Pastorius
- Word of Mouth – Jaco Pastorius
- Svengali – Gil Evans
- Tropic Appetites – Carla Bley
- Liberation Orchestra – Charlie Haden